# 藤原水谷
藤原 水谷（ふじわら の みずたに）は、平安時代前期の貴族。名は永谷とも記される。藤原北家真夏流、治部少輔・藤原関雄の次男。官位は正五位下・皇太后宮亮。

## 経歴
主殿権助を経て、天安2年（858年）清和天皇の即位に伴い、従五位下に叙爵。
貞観元年（859年）朝廷から諸神社に対して神宝と幣帛を奉るために遣使が行われた際、大原野社使を務める（この時の官位は従五位下・主殿権助）。貞観3年（861年）侍従に斎院長官も兼ね、貞観6年（864年）従五位上に昇叙される。のち、貞観9年（867年）民部少輔、貞観12年（870年）皇太后宮亮と引き続き京官を務める傍ら、安芸権守・信濃権守と地方官も兼帯している。

## 官歴
注記のないものは『日本三代実録』による。
- 時期不詳：正六位上。主殿権助
- 天安2年（858年） 11月7日：従五位下
- 貞観3年（861年） 2月16日：兼斎院長官。2月25日：兼侍従
- 貞観6年（864年） 正月7日：従五位上
- 貞観8年（866年） 正月23日：兼安芸権守（侍従と兼帯）
- 貞観9年（867年） 4月11日：民部少輔
- 貞観11年（869年） 2月16日：兼信濃権守
- 貞観12年（870年） 正月26日：皇太后宮亮
- 時期不詳：正五位下[1]